# Барток Великолепный
«Барток Великолепный» (англ. Bartok the Magnificent) — полнометражный мультфильм, созданный Доном Блутом и Гэри Голдманом в 1999 году. Является спин-оффом мультфильма 1997 года «Анастасия». Продюсерами мультфильма выступили Дон Блут, Хэнк Азария и Лори Форте. Мультфильм выпустили сразу на видео.

## Сюжет
Барток — белая летучая мышка, вместе со своим напарником медведем Зози устраивают уличные представления. Он выставляет себя отважным героем, хотя на самом деле он просто трусливый хвастунишка. За недолгое время многие люди, включая царевича Ивана и его регентшу Людмилу, успевают увидеть трюки Бартока, которые он выполняет ради заработка денег. На очередном представлении Иван дарит Бартоку фамильный царский перстень за чудесные фокусы. Всем очень нравится Барток, единственная, кто скептически относится к мышонку — это Людмила. Поздно вечером Зози предлагает другу вернуть кольцо царевичу, аргументируя это тем, что наследник престола всего лишь ребёнок и не понимает всей ценности кольца, Барток решает оставить эту затею. В тот же вечер злая «ведьма» проникает в замок и крадёт царевича. На утро стража обыскивает дворец и обнаруживает, что царевич исчез, единственной зацепкой становится железный зуб, оставленный колдуньей. По приказу регентши, стража ловит Бартока на повозке, внутри которой спрятался Зози, дабы избежать встречи с ними, и доставляет ко дворцу. Людмила при всех жителях сладко просит Бартока отправиться в Железный лес и вызволить царевича из лап Бабы Яги. Несмотря на свою трусость, Барток всё же даёт себя уговорить отправиться в опасное путешествие.
Барток всё ещё не уверен, что сможет помочь жителям, однако по пути в лес Зози настойчиво его убеждает в том, что у него хватит смелости преодолеть трудности и препятствия. Придя в Железный лес, у ворот в дом ведьмы герои встречают огромный череп, который загадывает им загадку, чтобы впустить Бартока к Бабе Яге. С помощью друга мышонок успешно отгадывает загадку и получает ключ к дому волшебницы. Хотя Барток пытается вначале остаться незамеченным, Яга всё равно обнаруживает, что в доме чужой. В обмен на раскрытие местонахождения царевича, Барток должен будет выполнить три задания колдуньи, чтобы доказать, что он достоин его спасти. Первое задание — отыскать на ледяном карьере розовую змею Пилоф. Это оказывается сложнее, чем думал персонаж, так как Пилоф оказывается прибита к камню. При помощи трюков ему удаётся освободить змейку. Выполнив успешно первое задание, Барток сразу же приступает ко второму — принести корону кузнеца Обли, огромного великана-тролля. Рискуя своими жизнями, друзья всё таки крадут корону и возвращаются в лес. Утром Барток отправляется на третье задание — достать волшебное перо, парящее в небесах посреди поляны. Выполнив и это поручение, герой приносит магическое перо, тем самым успешно выполнив три задания ведьмы. Колдунья принимает три предмета: кровь Пилоф, корону тролля, волшебное перо, и кидает их в котёл. Но перед тем как выполнить своё обещание, она говорит, что ей нужно ещё кое-что, только уже от самого Бартока. Мышонок безуспешно пытается найти, что нужно, в результате издевательств ведьмы над ним, он с бранью кричит на неё. Барток уже собирается уходить, но видит удивительную картину: колдунья плачет. Герой просит прощение за сказанное и сам начинает плакать. Слёзы Бартока — это именно то, что, оказывается, нужно Бабе Яге. Она подбирает слезу и отправляет её в котёл за тремя предметами. Затем она рассказывает, что царевич находится наверху в башне замка, после чего персонаж понимает, что всё, что говорили про неё — слухи. На прощание волшебница даёт ему волшебный эликсир, повышающий внутреннюю силу в десять раз.
По пути в Москву, герой просит Зози не ходить вместе с ним в замок, обещая, что он просто расскажет, где царевич и вернётся. Он ведёт регентшу Людмилу и Стражника-Вола в башню, где и находят Царевича. Внезапно Людмила сажает Бартока и стражника в камеру с Иваном, выхватив у Бартока снадобье. Оказывается Людмила велела стражнику «убрать» Царевича со своего пути, то есть, убить, чтобы самой занять русский престол, а стражник, поняв приказ по-своему, переоделся ведьмой и посадил Ивана в башню. Злая регентша выпивает снадобье, превращается в дракона, потеряв человеческий разум, и решает уничтожить всю Москву. Бартока, Царевича и Стражника спасает Зози, затем Барток борется с Людмилой-драконом, и её заваливают обломки разрушенной башни.
Иван-Царевич и москвичи благодарят Бартока за спасение, также Зози хвалит друга и объясняет, что благодаря ему Баба-Яга научилась сострадать и любить. Все заканчивается тем, что Барток и Баба-Яга прощаются, обняв друг друга.

## Персонажи
- Барток Великолепный — главный герой мультфильма. Белая летучая мышь. Сначала был хвастливым и трусливым, но после приключения изменился. Знает некоторые приёмы карате и отлично жонглирует.
- Иван-Царевич — будущий царь Москвы. В начале мультфильма подарил Бартоку своё царское кольцо за «спасение» от медведя. Озорной и весёлый юноша.
- Зози — медведь, друг Бартока. Появляется в начала фильме в виде разъярённого медведя, в последующих эпизодах оказывается интеллигентным артистом. Знает наизусть «Бородино», «Одиссея» и прочие длинные баллады и поэмы. Много читает, хорошо разгадывает загадки, любит переодеваться в костюмы разных персонажей (моряк, цыган, грек).
- Баба-Яга — русская ведьма. У неё костлявые руки, стальные зубы и красивые длинные волосы. Сначала Барток видел в ней неблагодарного монстра, но потом она стала его лучшей подругой.
- Людмила — главная злодейка мультфильма. Симпатичная, но жестокая и злая регентша, мечтавшая захватить русский престол. Решила убить Царевича, а потом обвинить в этом Бабу-Ягу. Барток проболтался о действии снадобья, Людмила выхватила у него флакон и, выпив зелье и отрыгнув половину выпитого, превратилась в дракона.
- Череп — охранник хижины Бабы-Яги. Чтобы впустить к ведьме, Череп загадывает загадки гостю.
- Пилоф — чересчур болтливая и восторженная змейка. Барток встретил её на первом задании, так как кровь змейки понадобилась Бабе-Яге для снадобья. Пилоф очень нравится Барток.
- Стражник Вол — друг Ивана-Царевича. Людмила приказала Волу избавиться от царевича, но стражник, поняв приказ по-своему, просто спрятал Царевича в башне. Людмила заперла его в башне с Бартоком и Иваном, так как он первый, кто знает правду.

## Роли озвучивали

### В оригинале
- Хэнк Азариа — Барток
- Келси Грэммер — Зози
- Андреа Мартин — Баба-Яга
- Кэтрин О’Хара — Людмила
- Тим Карри — Череп
- Дженнифер Тилли — Пилоф
- Филлип Ван Дайк — Иван-Царевич
- Дидрих Бадер — Вол

## Песни
- Baba Yaga
- Bartok the Magnificent
- A Possible Hero
- Someone’s In My House
- The Real Ludmilla